# Gabriel de Rochechouart de Mortemart
Gabriel de Rochechouart, duca di Mortemart (1600 – Parigi, 26 dicembre 1675), è stato un nobile francese e padre della Marchesa de Montespan. Fu un amico del re francese Luigi XIII.
Attraverso Madame de Montespan, è un antenato di Philippe Égalité, Luigi Filippo di Francia, e del principe Giovanni, conte di Parigi, l'attuale pretendente orleanista al trono francese. È anche un antenato di Filippo VI di Spagna, Filippo del Belgio, Enrico di Lussemburgo, e di Emanuele Filiberto di Savoia.

## Biografia
Gabriel de Rochechouart, era figlio di Gaspard de Rochechouart, Marchese di Mortemart, e di Louise de Maure, suo jure Contessa di Maure. Suo fratello minore, Louis de Rochechouart, morì senza figli nel 1669.
Trascorse una gran parte della sua infanzia con il futuro re di Francia Luigi XIII, fino all'assassinio del padre di quest'ultimo, Enrico IV, nel 1610. Nel 1630, fu nominato Primo Gentiluomo della Camera da Luigi XIII, che gli garantiva una pensione di 6000 livre. Mantenne anche la confidenza del potente Cardinale Richelieu e fu intimo della regina spagnola, Anna d'Austria.
Egli ed alcuni dei suoi discendenti coltivarono ciò che divenne noto come esprit Mortemart, un particolare tipo di arguzia che consentiva cose impossibili da dire.
Era popolare alla corte reale, sebbene suo fratello Louis e suo cugino François de Rochechouart fossero stati banditi per il loro coinvolgimento nella giornata degl'ingannati nel novembre 1630, quando i nemici del cardinale Richelieu credettero erroneamente di essere riusciti a convincere Luigi XIII a licenziare Richelieu dal potere.
Nel 1632, sposò Diane de Grandseigne (1615 – 11 February 1666), la figlia di Jean de Grandseigne, Marchese di Marsillac, e di Catherine de La Béraudière, dame de Villenon.
Un anno dopo il suo matrimonio, fu creato Cavaliere dello Spirito Santo.
Durante la sua infanzia, fino a che successe a suo padre, era noto come il Marquis de Vivonne, un titolo sussidiario che fu innalzato a ducato nel 1668.
Quando suo padre morì, nel 1643, prese il titolo di Marquis de Mortemart.
Il 23 dicembre 1663, Luigi XIV innalzo il marchesato di Mortemart, ad un ducato. Lo stesso giorno, Anne de Noailles diventò Duca di Noailles; le due famiglie si unirono nel 1723 quando il nipote di Gabriel, Luigi Alessandro di Borbone, conte di Tolosa, il figlio di Madame de Montespan, sposò una nipote di Anne, Marie Victoire de Noailles.
Nel 1669, fu nominato Governatore di Parigi.
Gabriel de Rochechouart morì a Parigi il 26 dicembre 1675.

## Titolo
Pari di Francia, Principe di Tonnay-Charente, Visconte di Rochechouart (il titolo più antico di Francia, 980), Marchese di Montpipeau (concesso da Luigi XIII), Conte di Limoges (1661), Duca di Vivonne (1668). Signorie e parrocchie di Montrol, Nouic, Blond, Vaulry, Beuilaufa, Le Fraisse, Javerdat, Saint-Victurnien (Baronia), Oradour-sur-Glane (Châtellenie) insieme con le Baronie delle Châtellenies di Lussac, Verrières e Dienné.

## Stemma

Lo stemma di Gabriel de Rochechouart de Mortemart

Diviso in tre e troncato di uno, che fanno otto quarti: 1, di rosso alla mezzaluna di vaio (Maure); 2 d'azzurro a tre gigli d'oro al bastone di rosso (Bourbon); 3 di rosso a nove losanghe d'oro vuote (Rohan); 4, striato d'argento e d'azzurro a tre scaglioni di rosso (La Rochefoucauld); 5, d'argento al biscione d'azzurro ingoiante un bambino al naturale (Milano); 6 di rosso alle catene poste a croce, croce di sant'Andrea e collarino d'oro (Navarra); 7, di rosso al palo di vaio (des Cars); 8, a campo pieno di ermellino (Bretagna); sul tutto, striato-ondulato-innestato d'argento e di rosso (Rochechouart)

## Figli
Da Diane de Grandseigne Gabriel de Rochechouart de Mortemart ebbe:
| Nome                                                                     | Immagine | Nascita-Morte                     | Note |  |
| ------------------------------------------------------------------------ | -------- | --------------------------------- | --- |  |
| Louis Victor de Rochechouart Duca di Mortemart                           |          | 25 agosto 1636 - 15 dicembre 1688 | Nato a Parigi, morì a Chaillot; si sposò ed ebbe 6 figli; gli attuali discendenti includono i Duca di Noailles |  |
| Gabrielle de Rochechouart Marchesa di Thianges                           |          | 1634 - 12 settembre 1693          | Sposò Claude Leonor Damas, Marchese di Thianges ed ebbe figli; sua figlia Diane Gabrielle Damas de Thianges sposò Filippo Giulio Mancini ed ebbe figli; attuali discendenti include il Principe di Monaco attraverso il Principe Pierre, Duca di Valentinois, un discendente anche della duchesse de Polignac |  |
| Françoise de Rochechouart Marchesa di Montespan                          |          | 5 ottobre 1641 – 27 maggio 1707   | Nata allo Château de Lussac-les-Châteaux, sposò Louis Henri de Pardaillan, Marchese di Montespan ed ebbe figli; fu la maîtresse-en-titre di Re Luigi XIV da cui ebbe figli incluso il duc du Maine, Madame la Duchesse, la Duchessa d'Orléans ed il Conte di Tolosa                                           |  |
| Marie Christine de Rochechouart                                          |          | ?                                 | Poco è noto di lei |  |
| Marie Madeleine Gabrielle Adélaïde de Rochechouart Badessa di Fontevraud |          | 1645 - 15 agosto 1704             | Nubile, seguì la vita religiosa e fu Badessa di Fontevraud; nota come Reine des abbesses |  |

## Titoli ed appellativi
- Marchese di Vivonne dal 1600 al 25 luglio 1643
- Marchese di Mortemart dal 25 luglio 1643 al 23 dicembre 1663
- Duca di Mortemart dal 23 dicembre 1663 al 26 dicembre 1675